# Білорусо-американське об'єднання
Білорусо-американське об'єднання «Погоня» — громадське об'єднання білоруської діаспори в США, засноване в липні 1949 року в Брукліні (Нью-Йорк) за ініціативою Миколи Горошка, Яна Станкевича. Голова — Анна Сурмач. Має відділи в декількох штатах США (Нью-Йорк, Нью-Джерсі, Клівленд і Флорида).
Організація проводить зустрічі білорусів  Північної Америки, видає газету «Весткі й паведамленьні». До 2011 року керівники та лідери організації входили до складу нью-йоркського відділу БАЗА. У 2011 році вони вирішили відокремитися і утворити нову організацію, що отримала назву Білорусо-американське об'єднання «Погоня».

## Управління
- Конгрес. Скликається один раз на 2 роки в травні. Складається з представників гуртків. Конгрес абсолютною більшістю голосів обирає голову, управу в складі 9 членів та Ревізійну комісію з 3 чоловік. Також визначає заступника голови, секретаря та скарбника в складі управління, які разом з головою утворюють Уряд.
- Управа. Складається з 9 членів на чолі з головою. Купує нерухомість і приймає нові гуртки. Затверджує постанови простою більшістю голосів за присутності 2/3 членів.
- Уряд. Складається з голови, його заступника, секретаря і скарбника. Виконує постанови Конгресу.
- Ревізійна комісія. Складається з 3 членів. Щорічно перевіряє грошову звітність Управи.

## Основні цілі
- Збереження та підтримка білоруської культури в США;
- Взаємодопомога членів організації;
- Інформування американської громадськості та американської офіційної влади про білорусів в США, про білоруські культурні цінності, про історію і сучасну ситуацію в Білорусі;
- Підтримка білоруської національної культури, демократії і прав людини в Білорусі.

## Газета «Biełarus»
Газета «Biełarus» є офіційним періодичним виданням Білорусько-американської асоціації. Вперше віна була видана 20 вересня 1950 року в Нью-Йорку. «Biełarus» часто публікує думки своїх читачів щодо політичної та економічної ситуації в Білорусі.